# دومينيكو كاروسو
دومينيكو كاروسو (بالإيطالية: Domenico Caruso)‏ هو كاتب وشاعر إيطالي، ولد في 25 مارس 1933 في تاوريانوفا في إيطاليا.